# Васербург на Ин
Васербург на Ин (на немски: Wasserburg am Inn, служебно: Wasserburg a.Inn) е град в окръг Розенхайм, в Горна Бавария, Германия с 12 257 жители (към 31 декември 2012). Намира се на ок. 55 км източно от баварската столица Мюнхен.
Старият град се намира на полуостров на река Ин. Разположен е на 427 метра надморска височина на Баварското плато.